# Notiothaumidae
Notiothaumidae, também chamada de Eomeropidae, é uma família de insetos pertencentes à ordem mecoptera. Esta família inclui  quatro espécies extintas conhecidas.
Possui apenas um gênero, Notiothauma, descrito por  MacLachlan em 1877, e uma espécie, Notiothauma reedi , encontrada atualmente no Chile e de hábito alimentar saprófago para matéria animal em decomposição.